# 덴마크-독일 국경
덴마크-독일 국경은 길이가 68km에 달하는 덴마크와 독일의 국경선이다.

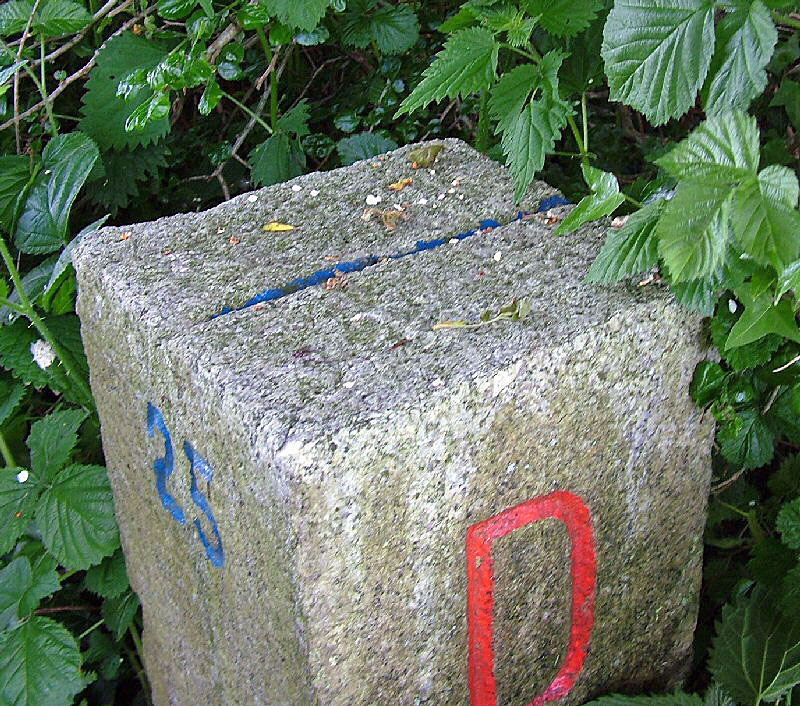
국경 표지석
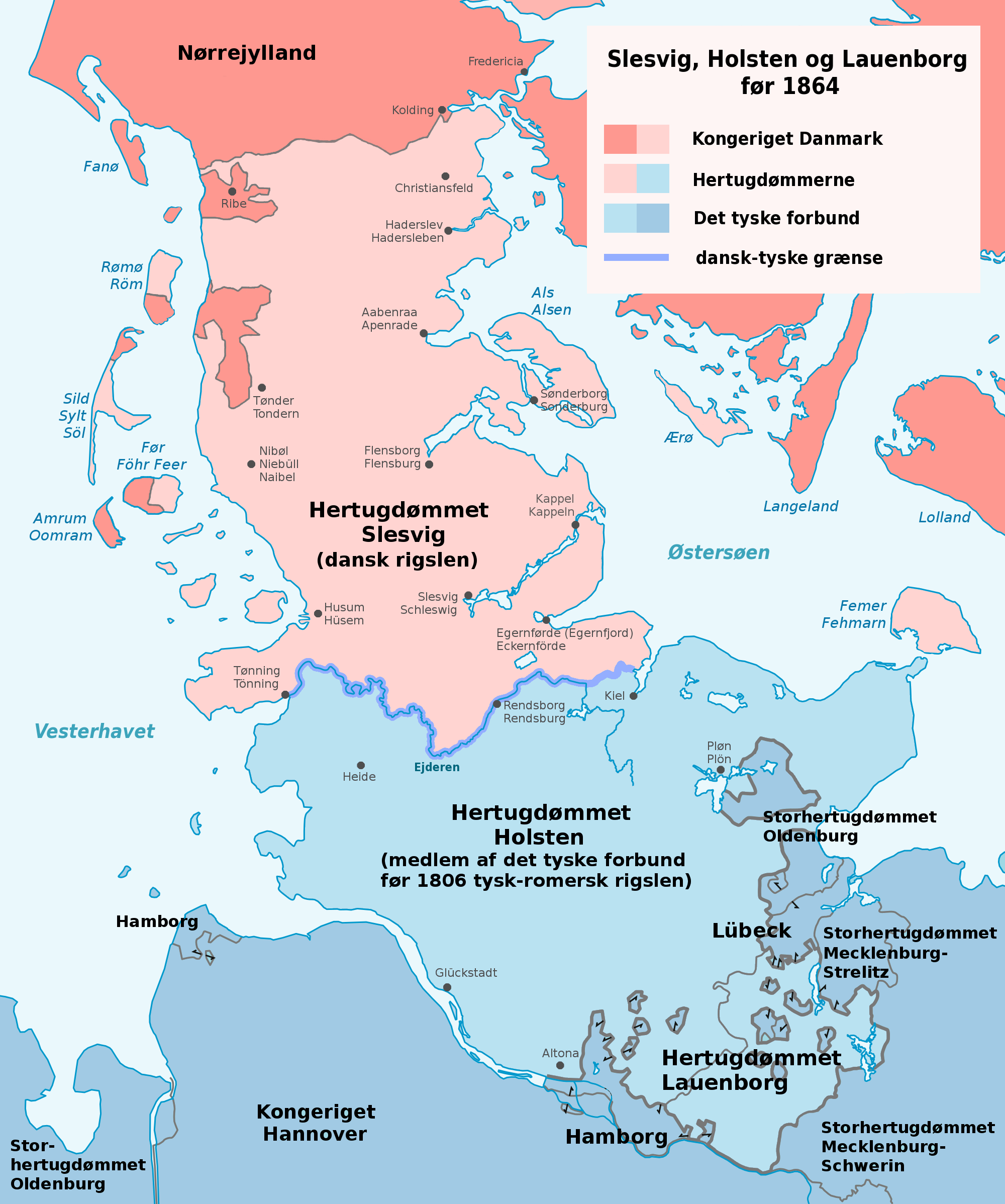
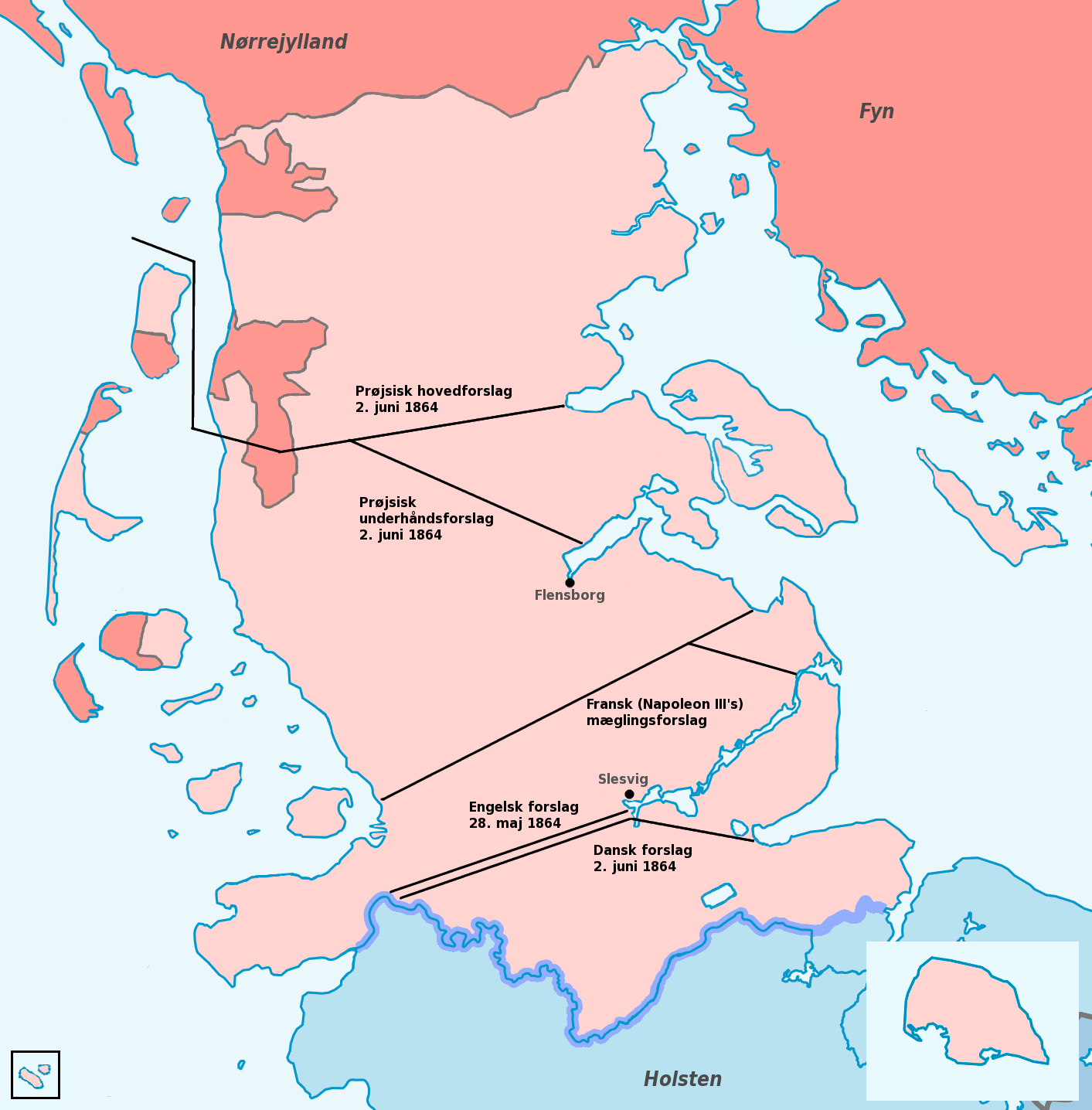
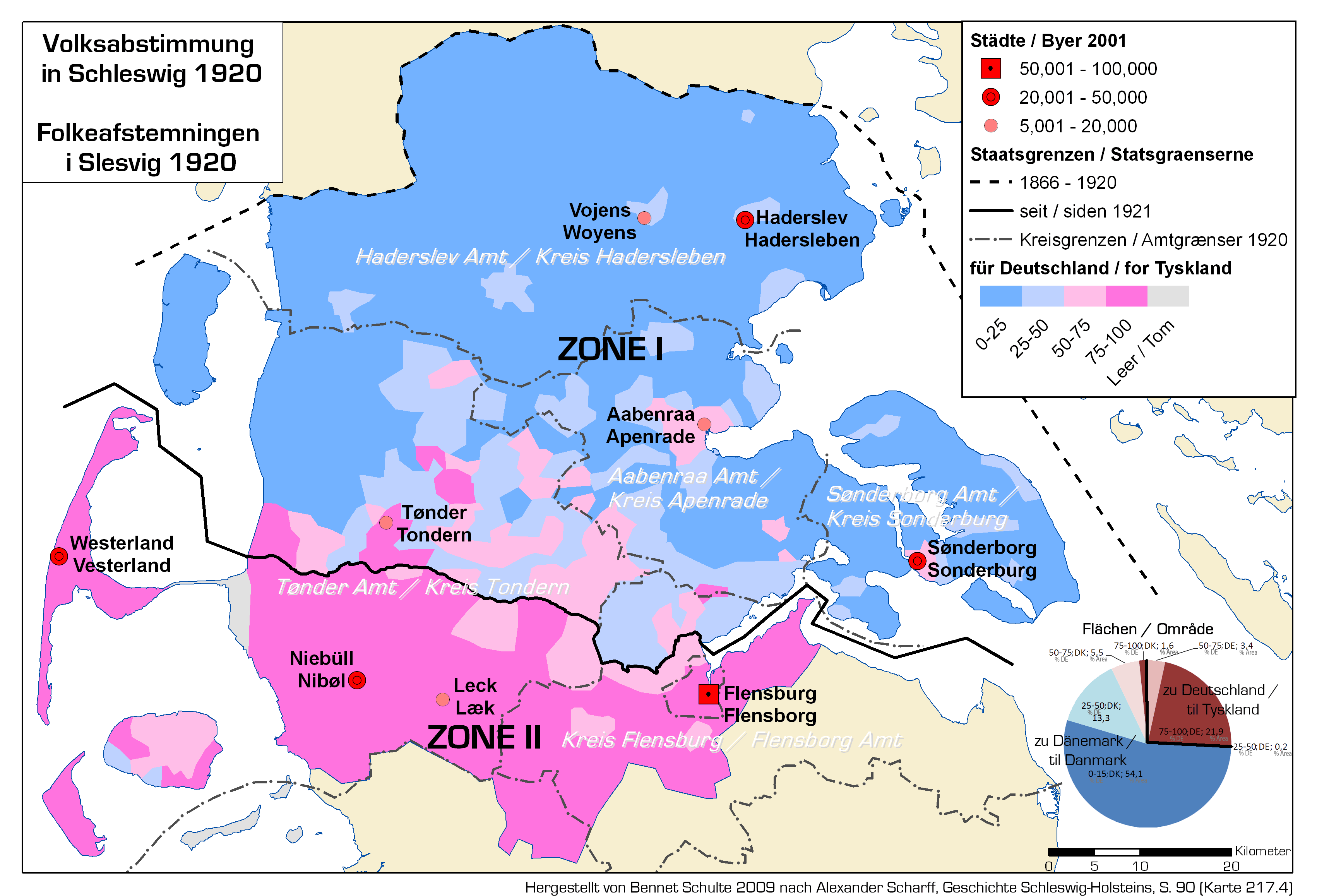
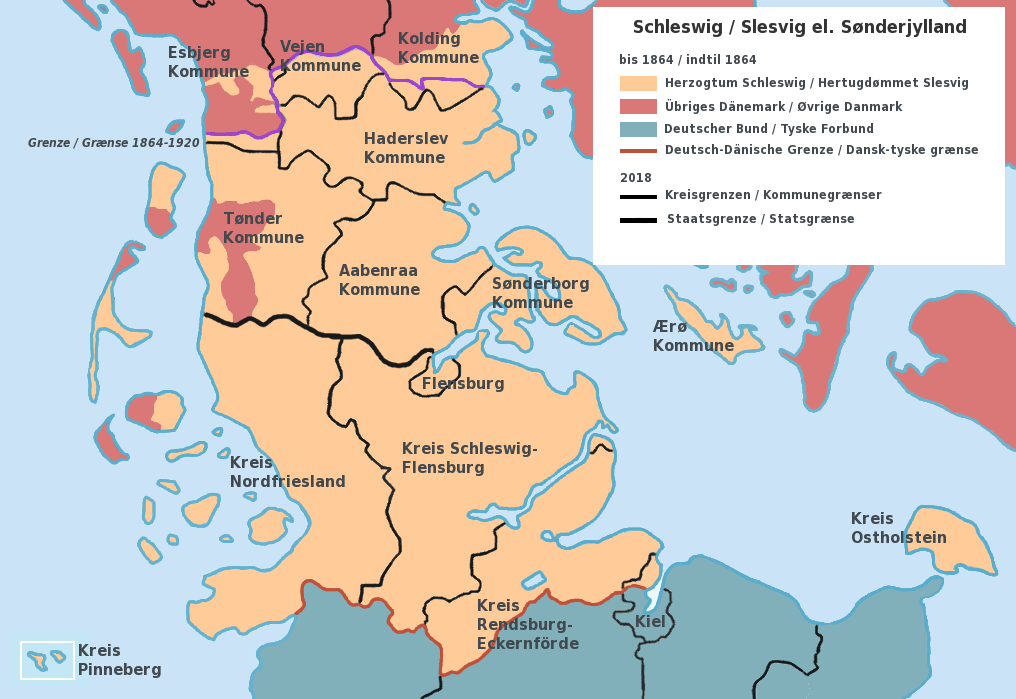